# أي تمر
أي تمر هي قرية تقع في غلستان في إيران. يقدر عدد سكانها بـ 1,004 نسمة .